# Maiherpri
Maiherpri est un noble qui est enterré dans la vallée des Rois (tombe KV36). Il est probablement contemporain du pharaon Thoutmôsis IV.
Son nom signifie « le lion du champ de bataille », et des armes trouvées dans sa tombe indiquent qu'il était un guerrier.
Il est décédé jeune, environ vingt ans, et le fait qu'il soit inhumé dans une tombe de la vallée des Rois, a fait dire à Gaston Maspero qu'il devait être un fils de Thoutmôsis IV ou d'Amenhotep III et d'une concubine nubienne, car sa momie, retrouvée dans un état de conservation exceptionnel, avait une peau d'un brun foncé. Son masque funéraire est décoré de la façon caractéristique de la fin de la XVIIIe dynastie.
Maiherpri portait des titres importants, comme « Fils du kȝp » — titre utilisé habituellement pour désigner un prince royal —, et « porteur d'éventail du roi ».